# Hladýš andělikový
Hladýš andělikový (Laserpitium archangelica) je až 150 cm vysoká, planě rostoucí rostlina typického vzhledu z čeledi miříkovitých. Je to v České republice nejvzácnější druh z rodu hladýš.

## Rozšíření
Vyskytuje se v pohořích střední a jihovýchodní Evropy, od západu Sudet až po východ Karpat a sever Balkánu. Vyrůstá z rozličnou intenzitou v České republice, na Slovensku, v Polsku, Rumunsku, Slovinsku, Chorvatsku, Srbsku a Bulharsku.
V ČR roste přirozeně pouze v oreofytiku v Malé a Velké kotlině Hrubého Jeseníku, pravděpodobně druhotně v Hostýnských vrších a opět byl nalezen v okolí Svitav. Na Slovensku je nejvíce rozšířen v Nízkých, Vysokých i Západních Tatrách a na Malé i Velké Fatře. Vybírá si chráněná místa v okolí pramenišť a horských potoků na světlých pasekách pod horní hranici lesa nebo častěji nad touto hranicí v terénních sníženinách a karech. Nejlépe mu prospívají půdy hluboké, vlhké a dobře zásobené humusem a živinami se zásaditým podložím. Roste v rostlinných společenstvech vegetace asociace Laserpitio archangelicae-Dactylidetum glomeratae ve svazu Adenostylion alliariae kde patří mezi diagnostické druhy.

## Popis
Vytrvalá bylina s lodyhou vysokou 80 až 150 cm (ojediněle i 200 cm) vyrůstající z mnohohlavého větveného oddenku. Přímá lodyha je dutá, podélně rýhovaná, často načervenale skvrnitá, pýřitá a v uzlinách odstále štětinatá. Střídavě vyrůstající lodyžní listy šedozelené barvy jsou trojčetné až čtyřčetné, v obrysu trojúhelníkovité, spodní mají řapíky kdežto horní jsou přisedlé na nafouklých chlupatých pochvách. Jejich lístky nejvyššího řádu jsou až třikrát peřenoklané nebo peřenolaločné, dlouhé 2 až 6 cm a široké 1 až 5 cm, u báze jsou zaokrouhlené a na vrcholu špičaté a po obvodě nestejnoměrně pilovité.
Na lodyze vyrůstají 2 až 3 květenství, složené okolíky. Bývají poměrně veliké, skládají se obvykle z 15 až 40 okolíčků na dlouhých stopkách. Obal okolíku tvoří úzce kopinaté, dolů ohnuté, chlupaté listeny se suchomázdřitým lemem. Obalíčky jsou tvořeny brvitými listeny úzce kopinatými. Pětičetné oboupohlavné květy mají drobné kopinaté kališní lístky a bílé nebo ojediněle zvenku načervenalé, 1 mm dlouhé a 2 mm široké obsrdčité korunní lístky mající ve výkroji špičatý lalok. Květy rozkvétají od července do září. Ploidie 2n = 22.
Plodem jsou eliptické, lysé smáčknuté dvounažky 8 až 10 mm dlouhé a 5 až 8 mm široké. Každá nažka má 3 lysá vystouplá hlavní žebra a 2 postranní jemná křídla 1,5 až 3 mm široká.

## Ohrožení
Vyhláškou Ministerstva životního prostředí ČR č. 395/1992 Sb. ve znění vyhl. č. 175/2006 Sb. i Červeným seznamem cévnatých rostlin České republiky 3. vydání je hladýš andělikový vyhodnocen jako druh kriticky ohrožený (§1, C1). Je jednou z nejvzácnějších rostlin vyskytujících se na území ČR. Na svých stanovištích je ohrožen přírodním rozšiřování i umělou výsadbou kosodřeviny mimo současný areál a expanzi chrastice rákosovité. Největším problémem jsou pro tuto rostliny ale vysoké početními stavy jelení i kamzičí zvěře která tuto rostlinu spásá a ta následně zřídkakdy plodí.